# (3347) Konstantin
(3347) Konstantin ist ein Asteroid des äußeren Hauptgürtels, der von der sowjetischen Astronomin Tamara Smirnowa am 2. November 1975 am Krim-Observatorium in Nautschnyj (IAU-Code 095) entdeckt wurde. Unbestätigte Sichtungen des Asteroiden hatte es vorher schon mehrere gegeben: unter anderem am 27. Oktober 1903 mit der vorläufigen Bezeichnung A903 UF und im Jahre 1952 (1952 QL) an der Landessternwarte Heidelberg-Königstuhl sowie am 14. Oktober 1969 (1969 TA5) am Krim-Observatorium in Nautschnyj.
Nach der SMASS-Klassifikation (Small Main-Belt Asteroid Spectroscopic Survey) wurde bei einer spektroskopischen Untersuchung von Gianluca Masi, Sergio Foglia und Richard P. Binzel bei (3347) Konstantin von einer dunklen Oberfläche ausgegangen, es könnte sich also, grob gesehen, um einen C-Asteroiden handeln.
(3347) Konstantin wurde am 2. November 1990 nach dem sowjetischen Flugzeugkonstrukteur Konstantin Alexejewitsch Kalinin (1889–1938) benannt. Der ebenfalls in Nautschnyj entdeckte Asteroid des mittleren Hauptgürtels (2699) Kalinin hingegen war 1983 nach dem sowjetischen Staatsoberhaupt Michail Iwanowitsch Kalinin benannt worden.